# Atyraws flygplats
Atyrau Airport är en flygplats i Kazakstan.   Den ligger i oblystet Atyraw, i den västra delen av landet, 1 500 km väster om huvudstaden Astana.
Terrängen runt Atyrau Airport är mycket platt. Runt Atyrau Airport är det tätbefolkat, med 659 invånare per kvadratkilometer. Närmaste större samhälle är Atyraw, 4,7 km öster om Atyrau Airport. Trakten runt Atyrau Airport består i huvudsak av gräsmarker. Platsen är en av Europas  lägsta platser.